# Kinas Grand Prix 2018
Kinas Grand Prix 2018, officiellt Formula 1 2018 Heineken Chinese Grand Prix, var ett Formel 1-lopp som kördes 15 april 2018 på Shanghai International Circuit i Shanghai i Kina. Loppet var det tredje av sammanlagt tjugoen deltävlingar ingående i Formel 1-säsongen 2018 och kördes över 56 varv. Vinnare av loppet blev Daniel Ricciardo för Red Bull Racing, tvåa blev Valtteri Bottas för Mercedes, och trea blev Kimi Räikkönen för Ferrari.

## Kval
| Pos.                    | Nr | Förare            | Konstruktör               | Kvaltider | Kvaltider | Kvaltider | Start- grid |
| Pos.                    | Nr | Förare            | Konstruktör               | Q1        | Q2        | Q3        | Start- grid |
| ----------------------- | -- | ----------------- | ------------------------- | --------- | --------- | --------- | ----------- |
| 1                       | 5  | Sebastian Vettel  | Ferrari                   | 1.32,171  | 1.32,385  | 1.31,095  | 1           |
| 2                       | 7  | Kimi Räikkönen    | Ferrari                   | 1.32,474  | 1.32,286  | 1.31,182  | 2           |
| 3                       | 77 | Valtteri Bottas   | Mercedes                  | 1.32,921  | 1.32,063  | 1.31,625  | 3           |
| 4                       | 44 | Lewis Hamilton    | Mercedes                  | 1.33,283  | 1.31,914  | 1.31,675  | 4           |
| 5                       | 33 | Max Verstappen    | Red Bull Racing-TAG Heuer | 1.32,932  | 1.32,809  | 1.31,796  | 5           |
| 6                       | 3  | Daniel Ricciardo  | Red Bull Racing-TAG Heuer | 1.33,877  | 1.32,688  | 1.31,948  | 6           |
| 7                       | 27 | Nico Hülkenberg   | Renault                   | 1.33,545  | 1.32,494  | 1.32,532  | 7           |
| 8                       | 11 | Sergio Pérez      | Force India-Mercedes      | 1.33,464  | 1.32,931  | 1.32,758  | 8           |
| 9                       | 55 | Carlos Sainz Jr.  | Renault                   | 1.33,315  | 1.32,970  | 1.32,819  | 9           |
| 10                      | 8  | Romain Grosjean   | Haas-Ferrari              | 1.33,238  | 1.32,524  | 1.32,855  | 10          |
| 11                      | 20 | Kevin Magnussen   | Haas-Ferrari              | 1.33,359  | 1.32,986  |           | 11          |
| 12                      | 31 | Esteban Ocon      | Force India-Mercedes      | 1.33,585  | 1.33,057  |           | 12          |
| 13                      | 14 | Fernando Alonso   | McLaren-Renault           | 1.33,428  | 1.33,232  |           | 13          |
| 14                      | 2  | Stoffel Vandoorne | McLaren-Renault           | 1.33,824  | 1.33,505  |           | 14          |
| 15                      | 28 | Brendon Hartley   | Scuderia Toro Rosso-Honda | 1.34,013  | 1.33,795  |           | 15          |
| 16                      | 35 | Sergey Sirotkin   | Williams-Mercedes         | 1.34,062  |           |           | 16          |
| 17                      | 10 | Pierre Gasly      | Scuderia Toro Rosso-Honda | 1.34,101  |           |           | 17          |
| 18                      | 18 | Lance Stroll      | Williams-Mercedes         | 1.34,285  |           |           | 18          |
| 19                      | 16 | Charles Leclerc   | Sauber-Ferrari            | 1.34,454  |           |           | 19          |
| 20                      | 9  | Marcus Ericsson   | Sauber-Ferrari            | 1.34,914  |           |           | 20          |
| 107 %-gränsen: 1.38,622 |    |                   |                           |           |           |           |             |
| Källor:                 |    |                   |                           |           |           |           |             |

## Lopp
| Pos.    | Nr | Förare            | Konstruktör               | Varv | Tid/Bröt    | Grid | Poäng |
| ------- | -- | ----------------- | ------------------------- | ---- | ----------- | ---- | ----- |
| 1       | 3  | Daniel Ricciardo  | Red Bull Racing-TAG Heuer | 56   | 1:35.36,380 | 6    | 25    |
| 2       | 77 | Valtteri Bottas   | Mercedes                  | 56   | +8,894      | 3    | 18    |
| 3       | 7  | Kimi Räikkönen    | Ferrari                   | 56   | +8,894      | 2    | 15    |
| 4       | 44 | Lewis Hamilton    | Mercedes                  | 56   | +16,985     | 4    | 12    |
| 5       | 33 | Max Verstappen    | Red Bull Racing-TAG Heuer | 56   | +20,436     | 5    | 10    |
| 6       | 27 | Nico Hülkenberg   | Renault                   | 56   | +21,052     | 7    | 8     |
| 7       | 14 | Fernando Alonso   | McLaren-Renault           | 56   | +30,639     | 13   | 6     |
| 8       | 5  | Sebastian Vettel  | Ferrari                   | 56   | +35,286     | 1    | 4     |
| 9       | 55 | Carlos Sainz Jr.  | Renault                   | 56   | +35,763     | 9    | 2     |
| 10      | 20 | Kevin Magnussen   | Haas-Ferrari              | 56   | +39.594     | 11   | 1     |
| 11      | 31 | Esteban Ocon      | Force India-Mercedes      | 56   | +44,050     | 12   |       |
| 12      | 11 | Sergio Pérez      | Sauber-Ferrari            | 56   | +44,725     | 8    |       |
| 13      | 2  | Stoffel Vandoorne | McLaren-Renault           | 56   | +49,373     | 14   |       |
| 14      | 18 | Lance Stroll      | Williams-Mercedes         | 56   | +55,490     | 18   |       |
| 15      | 35 | Sergey Sirotkin   | Williams-Mercedes         | 56   | +58,241     | 16   |       |
| 16      | 9  | Marcus Ericsson   | Sauber-Ferrari            | 56   | +62,604     | 20   |       |
| 17      | 8  | Romain Grosjean   | Haas-Ferrari              | 56   | +65,296     | 10   |       |
| 18      | 10 | Pierre Gasly      | Toro Rosso-Honda          | 56   | +82.575     | 17   |       |
| 19      | 16 | Charles Leclerc   | Sauber-Ferrari            | 56   | +82,575     | 19   |       |
| Bröt    | 3  | Brendon Hartley   |                           | 1    | Kollision   | 15   |       |
| Källor: |    |                   |                           |      |             |      |       |

## Poängställning efter loppet
De tio främsta förarna tilldelades poäng enligt nedastående tabell.
| Position | 1:a | 2:a | 3:e | 4:e | 5:e | 6:e | 7:e | 8:e | 9:e | 10:e |
| Poäng    | 25  | 18  | 15  | 12  | 10  | 8   | 6   | 4   | 2   | 1    |

### Förarmästerskapet
| Pos.    | Förare            | Konstruktör          | Poäng |
| ------- | ----------------- | -------------------- | ----- |
| 1       | Sebastian Vettel  | Ferrari              | 54    |
| 2       | Lewis Hamilton    | Mercedes             | 45    |
| 3       | Valtteri Bottas   | Williams-Mercedes    | 40    |
| 4       | Daniel Ricciardo  | Red Bull-TAG Heuer   | 37    |
| 5       | Kimi Räikkönen    | Ferrari              | 30    |
| 6       | Fernando Alonso   | McLaren-Renault      | 22    |
| 7       | Nico Hülkenberg   | Renault              | 22    |
| 8       | Max Verstappen    | Red Bull-TAG Heuer   | 18    |
| 9       | Pierre Gasly      | Toro Rosso-Honda     | 12    |
| 10      | Kevin Magnussen   | Haas-Ferrari         | 11    |
| 11      | Stoffel Vandoorne | McLaren-Renault      | 6     |
| 12      | Carlos Sainz, Jr. | Renault              | 3     |
| 13      | Marcus Ericsson   | Renault              | 2     |
| 14      | Esteban Ocon      | Force India-Mercedes | 1     |
| Källor: |                   |                      |       |

### Konstruktörsmästerskapet
| Pos.    | Konstruktör               | Poäng |
| ------- | ------------------------- | ----- |
| 1       | Mercedes                  | 85    |
| 2       | Ferrari                   | 84    |
| 3       | Red Bull Racing-TAG Heuer | 55    |
| 4       | McLaren-Renault           | 28    |
| 5       | Renault                   | 25    |
| 6       | Toro Rosso-Honda          | 12    |
| 7       | Haas-Ferrari              | 11    |
| 8       | Sauber-Ferrari            | 2     |
| 9       | Force India-Mercedes      | 1     |
| Källor: |                           |       |

- Notering: Endast de förare och stall som tilldelats poäng är upptagna i tabellerna.